# Georgette Hagedoorn
Georgette Hagedoorn (Haarlem, 4 april 1910 – Den Haag, 24 augustus 1995) was een Nederlandse (toneel)actrice, voordrachtskunstenares, chansonnière en musicalster.

## Loopbaan
Marcelle Georgette Hagedoorn, dochter van Leo Hagedoorn en Marie Marguerite Emilie Delbassecourt, had haar toneeldebuut in 1928 in de Gijsbrecht van Aemstel, maar kreeg bekendheid door haar rol als Ariël in Shakespeares De Storm: 'luchtig, schalksch en met iets van kwikzilver' vond een recensent haar toen. Tijdens de aanloop hiernaartoe ontmoette ze voor het eerst de vertaler van het stuk, de dichter Martinus Nijhoff. Zij trouwde in 1930 met de acteur Ben Royaards. Een van hun kinderen is de acteur Jules Royaards. Vlak na de Tweede Wereldoorlog scheidde zij van Royaards, kreeg een relatie met Nijhoff en trouwde op 3 april 1952 met hem. Nijhoff stierf begin 1953.
Samen met haar man speelde Hagedoorn twee jaar lang bij een gezelschap in Deventer. In de jaren 1930 richtte zij met haar man, Jacqueline Royaards en Lou IJzerman een cabaret op. Van 1937 tot 1943 was ze verbonden aan de Nieuwe Koninklijke Nederlandse Schouwburg in Antwerpen onder directeur Joris Diels. Na de Tweede Wereldoorlog trad zij veel op als chansonnière, begeleid door een goede bekende uit haar jeugd, de pianist Pierre Verdonck. Ze oogstte succes in Parijs (dankzij een introductie door Léon Xanrof) en in Denemarken (vergezeld door Nijhoff). In later jaren werkte zij veel in producties van Jos Brink en Frank Sanders, met name in de speciaal voor haar geschreven komedie Oude nieuwe vrienden.
Hagedoorn werd begraven in het graf van Nijhoff.

## Filmografie
- Van oude mensen, de dingen die voorbij gaan (1975) - Tante Stefanie
- Heb medelij, Jet! (1975) - Tante van Tim
- Een Vuile Egoïst (Televisieregistratie) (1976) - Manouche
- Hé, mag ik mijn echtgenote terug - Tante Minnie (1980)
- Thomas en Senior - Mevrouw de Barones (1985)
- Rust roest - Anja van Alpen (1989)
- Het volle leven (televisieregistratie) (1990) - weduwe Suzanne

## Herinneringen
- Georgetterietjes (1986)
- Rommelpot (1989)